# Van Egmond van de Nijenburg
Die van Egmond van de Nijenburg waren ein niederländisches Geschlecht, das dem Adel und dem Patriziat zugehörig war. Entgegen ihrem Namen, Wappen und ihrem Auftreten entstammte diese Familie nicht rechtmäßig dem Haus Egmond, sondern laut deren Familienüberlieferung aus einer außerehelichen Verbindung eines Mitglieds dieses Hauses, welches genealogisch nicht nachgewiesen werden kann, und daher angezweifelt wird. Die Van Egmond van de Nijenburg zählten im Laufe des Goldenen Zeitalters zu den führenden Geschlechtern des Alkmaaer Patriziats und wurden 1705 zu Baronen des Heiligen Römischen Reiches erhoben.

## Chronik

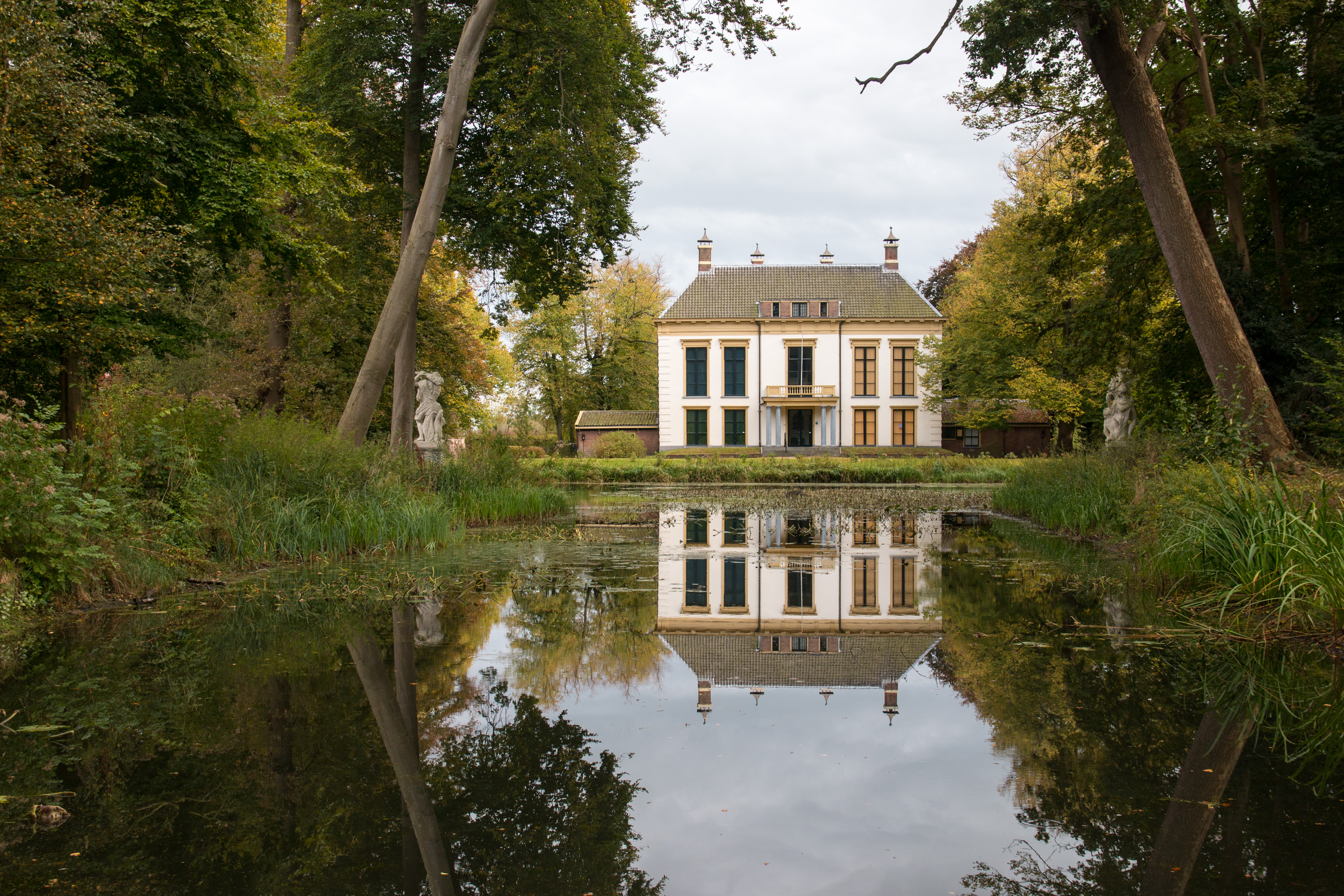
Landgut Nijenburg bei Alkmaar

Die Ursprünge der Familie liegen im 15. Jahrhundert, als das erste urkundlich erwähnte Mitglied Gerrit Willemsz (um 1420/1435–vor 1480) als Kastellan des Schlosses Nijenburg bei Heiloo tätig war. Dieser war in der zweiten Hälfte des fünfzehnten Jahrhunderts Kirchenvorsteher der Grote Kerk und Bürgermeister von Alkmaar. Laut einer Familientradition entstammte er einer geheimen Hochzeit von Wilhelm von Egmond (1412–1483), dem Statthalter von Geldern aus dem Haus Egmond, mit Margretha van Hoogwoude. Da er 1450 zum ersten Mal Bürgermeister wurde, musste er mindestens 30 Jahre alt gewesen sein, und daher um 1420 geboren worden sein, was dadurch eine Vaterschaft des 1412 geborenen Willem van Egmond unmöglich erscheinen lässt. In einer Inschrift in der Grote Kerk wird er als Gerrit Willemsz, poorter van Alkmaar genannt, was ihn als Bürger resp. Bewohner dieser Stadt auszeichnet, und nicht als Edelmann.
Bis zur zweiten Hälfte des 16. Jahrhunderts waren Gerrit Willemsz' Nachkommen nur unter Patronymen bekannt. Die Behauptung einer außerehelichen Abstammung aus dem Haus Egmond hatte erstmals Gerrit Willemszs Sohn, Jan Gerritsz († 1523), formuliert. Dessen Enkelsohn, Jan Jansz van de Nijnburg (1515–1555), war der erste, der sich „van de Nijenburg“ nannte, und mit dem Wappen der Egmond siegelte, welches er mit einem schmalen Schrägbalken (Bastardbalken) als heraldisches Zeichen einer Bastardlinie gebrauchte. Wiederum dessen Sohn Dirk Jansz (1537–1596), Präsident des Hohen Rates von Holland, Seeland und Westfriesland, nannte sich schlussendlich als erster seiner Familie um 1580 „van Egmond van de Nijenburg“, um deren Abstammungstheorie als außereheliche Linie des Hauses Egmond hervorzuheben. Die Mitglieder seiner Familie taten es ihm gleich, und verschafften sich gleich ihm aus eigenem Recht, und daher widerrechtlich, das Adelsprädikat Jonkheer. Zusätzlich siegelten sie fortan mit dem vollen Wappen der Grafen von Egmond. Durch das 1685 von Simon van Leeuwen (1626–1682) publizierte und posthum erschienene Werk Batavia illustrata, detailliert durch den 12. Band, der sich mit den Genealogien ‘ridderlijke en adelijke geslagten’ befasst, und der Familie eine adelige Abstammung von den Egmonds bescheinigt, wurde deren 'Fantasie' somit zur 'Wirklichkeit'.
Die Mitglieder der Familie Van Egmond van de Nijenburg waren führend im Alkmaaer Patriziat und konnten dort zwischen dem 16. und frühen 18. Jahrhundert unter anderem 13 Bürgermeister stellen. Sie verwendeten seit dem fünfzehnten Jahrhundert als Siegel und Wappen jenes der Egmond, aber mit Bastardbalken. Um eine Abstammung aus diesem Geschlecht noch mehr zu unterstreichen, erstanden diverse Familienmitglieder im Laufe des 17. Jahrhunderts die konfiszierten Herrlichkeiten, die sich früher in Besitz der Egmonds befunden hatten; so auch die Ortschaft Egmond, bestehend aus seinen drei Orten Egmond Binnen, Egmond aan Zee und Egmond aan den Hoef sowie die Ruine des sich dort befindlichen Wasserschlosses Egmond. Im Jahr 1705 wurde Johan van Egmond van de Nijenburg gegen eine Bezahlung von 12.000 Gulden durch Kaiser Joseph I. der Baronstitel samt dem Zugeständnis, das Vollwappen der Egmond [zu Unrecht] zu führen, verliehen. Die Familie ist im Jahr 1747 ausgestorben.

## Wappen

Wappen Van Egmond van de Nijenburg, Kaiserliche Verleihung 1705

Die Blasonierung des Wappens der Van Egmond van de Nijenburg mit der Verleihung des Baronats im Jahre 1705:
- „Egmond (van) van der Nijenburg – Holland. Geviertelt: 1. und 4. Köper aus Gold und Rot aus zwölf Stücken (Egmond); 2. und 3. in Silber zwei abwechselnd geneigte rote Querbalken (Arkel). Über alle verteilt: a) in Blau ein umgedrehter goldener Löwe, mit demselben gekrönt, mit roter Zunge und Nägeln (Gelderland); b. In Gold ein schwarzer Löwe (Gulik [Jülich]) mit roter Zunge und Nägeln. Gekrönter Helm. Helmzeichen: ein Bündel schwarzer Federn, zusammengedrückt in Form eines Tannenzapfens.“

## Genealogie

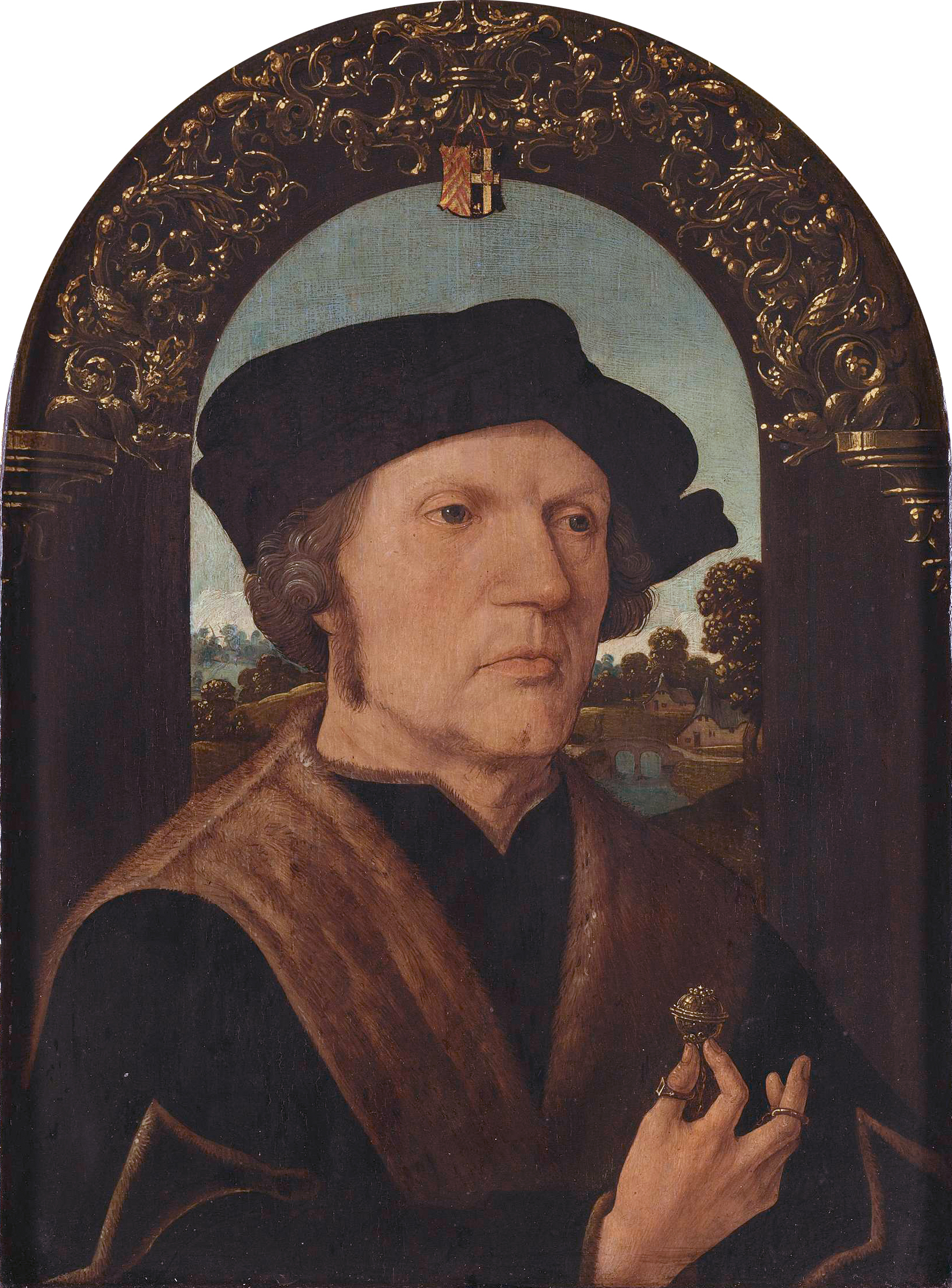
Jan Gerritsz. van Egmond († 1523), Amtmann von Nijenburg (Jacob Cornelisz. van Oostsanen, 1518)

Laut deren Familienüberlieferung, die genealogisch nicht nachgewiesen werden konnte, und daher angezweifelt wird:
1. Wilhelm von Egmond (1412–1483), Statthalter von Geldern, ⚭ Margretha van Hoogwoude[11]
  1. Gerrit Willemsz (ca. 1420/1435–vor 1480)
    1. Jan Gerritsz († 1523), Bürgermeister von Alkmaar
      1. Judith Jansz (* 1485)
      2. Jacob Jansz (* um 1486–1541), Mönch
      3. Gerard Jansz (1487–1560), Mönch
      4. Catharina Jansdr (* 1488)
      5. Jan Jansz (1490–1555), Bürgermeister von Alkmaar
        1. Augustin Jansz (jung verstorben)
        2. Gerard Jansz (jung verstorben)
        3. Jan Jansz van de Nijenburg (1515–1555)
          1. Dirk Jansz van Egmond van de Nijenburg (1537–1596), Präsident des Hohen Rates von Holland
          2. Barthold Jansz van de Nijenburg (* 1539), Bürgermeister von Alkmaar
          3. Jan Jansz van de Nijenburg (* 1540)
            1. Sophia Jansdr van de Nijenburg

          4. Elisabeth Jansdr van de Nijenburg (* 1543)
          5. Nicolaas Jansz van de Nijenburg (* 1544)
            1. Maria Nicolaas van der Nijenburg

          6. Cornelis Jansz van de Nijenburg (jung verstorben)
          7. Cornelia Jansdr van de Nijenburg (jung verstorben)
          8. Cornelis Jansz van Egmond van de Nijenburg (1553–1606), Bürgermeister von Alkmaar
            1. Geertruyd van Egmond van de Nijenburg (* 1589)
            2. Magdalena van Egmond van de Nijenburg (jung verstorben)
            3. Thomas van Egmond van de Nijenburg (jung verstorben)
            4. Jan van Egmond van de Nijenburg (jung verstorben)
            5. Thomas van Egmond van de Nijenburg (1599–1675), Bürgermeister von Alkmaar, Mitglied der niederländischen Generalstaaten
              1. Cornelis van Egmond van de Nijenburg (* 1627)
                1. Willem van Egmond van de Nijenburg (* 1654), Ratsherr von Alkmaar
                2. Helena van Egmond van de Nijenburg (* 1656; jung verstorben)
                3. Thomas van Egmond van de Nijenburg (* 1663; jung verstorben)
                4. Cornelia van Egmond van de Nijenburg (* 1664; jung verstorben)

            6. Jan van Egmond van de Nijenburg (* 1602), Bürgermeister von Alkmaar
              1. Nathalia van Egmond van de Nijenburg

        4. Judith Jansdr (* 1516)
        5. Gerard Jansz (* 1520)
        6. Snel Jansdr (* 1521)
        7. Adriaan Jansz (* 1522)
          1. Maria Adriaansdr

        8. Elisabeth Jansdr (* 1525)
        9. Vincent Jansz (* 1528)
        10. Geertruyd Jansdr (jung verstorben)

      6. Maria Jansdr (* 1491)
      7. Cornelis Jansz (1492–1562), Ratsherr am Hof von Holland
        1. Josina Cornelisdr van de Nijenburg (* 1522)
        2. Geertruyd Cornelisdr van de Nijenburg (* 1524; jung verstorben)
        3. Jan Cornelisz van de Nijenburg (* 1526)
          1. Cornelis Jansz van de Nijenburg
            1. Justus Cornelisz van Egmond van de Nijenburg (* 1613), Herr von Waardestein
              1. Willem van Egmond van de Nijenburg († 1683)

            2. Magdalena Cornelisdr van Egmond van de Nijenburg
            3. Cornelia Cornelisdr van Egmond van de Nijenburg
            4. Gysbert Cornelisz van Egmond van de Nijenburg (ertrunken)
            5. Maria Cornelisdr van Egmond van de Nijenburg (starb im Alter von zehn Jahren)

          2. Adelbert Jansz van de Nijenburg (jung verstorben)
          3. Adriaan Jansz van de Nijenburg (* 1559)
            1. Otto Adriaansz van de Nijenburg, Kapitän im Dienst der spanischen Krone
              1. acht Kinder, zumeist jung verstorben  und ohne Nachkommen

        4. Nicolaas Cornelisz van de Nijenburg (* 1527; jung verstorben)
        5. Nicolaas Cornelisz van de Nijenburg (* 1527; jung verstorben)
        6. Apollonia Cornelisdr van de Nijenburg (* 1531; jung verstorben)
        7. Adelbert Cornelisz van de Nijenburg (* 1534) Domherr und Lehrer am Oud Munster zu Utrecht
        8. Lucia Cornelisdr van de Nijenburg (* 1535; jung verstorben)
        9. Anna Cornelisdr van de Nijenburg
        10. Magdalena Cornelisdr van de Nijenburg (* 1539; jung verstorben)
        11. Maria Cornelisdr van de Nijenburg
        12. Magdalena Cornelisdr van de Nijenburg (* 1542)
        13. Geertruyd Cornelisdr van de Nijenburg (* 1546; jung verstorben)

      8. Willem Jansz (1493–1547), Schout von Alkmaar
        1. Adriaan Willemsz

      9. Francois Jansz (* 1494)
      10. Jan Jansz (* 1495)
        1. Cornelis van de Nijenburg (1530–1610), Bürgermeister von Alkmaar
          1. Jan van Egmond van de Nijenburg (1551–1621), Bürgermeister von Alkmaar
            1. Gerrit van Egmond van de Nijenburg (1576–1636), Bürgermeister von Alkmaar
              1. Adriana van Egmond van de Nijenburg (1613)
              2. Dirk van Egmond van de Nijenburg (1614–1663)
              3. Johan van Egmond van de Nijenburg (1618–1712), Bürgermeister von Alkmaar, Deputierter der niederländischen Generalstaaten, Bewindhebber Niederländische Ostindien-Kompanie; Baron HRR (1705)
                1. Gerard van Egmond van de Nijenburg (1646–1712), Bürgermeister von Alkmaar; Baron HRR
                  1. Jan Adriaan van Egmond van de Nijenburg (1675–1728), Bürgermeister von Alkmaar; Baron HRR
                  2. Dirk van Egmond van de Nijenburg (1677–1717), Schepen von Hoorn; Baron HRR
                  3. Catharina van Egmond van de Nijenburg (1678–1729), Baronin HRR
                  4. Gerard van Egmond van de Nijenburg (1679–1697), Schepen von Alkmaar, Bewindhebber Niederländische Westindien-Kompanie
                  5. Hester Jacoba van Egmond van de Nijenburg (1683–1710), Baronin HRR
                  6. Maria van Egmond van de Nijenburg (1684–1742), Baronin HRR
                  7. Cornelis van Egmond van de Nijenburg (1685–1688)

                2. Cornelis van Egmond van de Nijenburg (* 1648), Baron HRR (?)
                3. Jan van Egmond van de Nijenburg (jung verstorben)
                4. Jan van Egmond van de Nijenburg (1650–1674)
                5. Christina van Egmond van de Nijenburg (jung verstorben)
                6. Celia van Egmond van de Nijenburg (jung verstorben)
                7. Elisabeth van Egmond van de Nijenburg (jung verstorben)
                8. Jan van Egmond van de Nijenburg (jung verstorben)
                9. Margareta van Egmond van de Nijenburg (jung verstorben)

            2. Adriana van Egmond van de Nijenburg († 1613)
            3. Jan van Egmond van de Nijenburg (1579–1621)
              1. Margreta van Egmond van de Nijenburg
              2. Jan van Egmond van de Nijenburg (* 1616), Bewindhebber Niederländische Ostindien-Kompanie
                1. Jan van Egmond van de Nijenburg (1646–1716), Bürgermeister von Alkmaar
                  1. Hester van Egmond van de Nijenburg (1683–1716)
                  2. Jan van Egmond van de Nijenburg (1685–1744), Hauptoffizier zu Alkmaar
                  3. Cornelis van Egmond van de Nijenburg (1685–1736)
                  4. Margaretha Johanna van Egmond van de Nijenburg († 1726)

                2. Margreta van Egmond van de Nijenburg (1647–1723)
                3. Adriaan van Egmond van de Nijenburg, Baljuw der Nijenburg
                4. Cornelis van Egmond van de Nijenburg (1651–1716), Schepen von Alkmaar
                  1. Jan Aegidius van Egmond van de Nijenburg (1693–1747), Schepen von Leiden, Reiseschriftsteller,[12] niederländischer Gesandter in Neapel; letztes Familienmitglied
                  2. Adrian van Egmond van de Nijenburg (1694–1702/1716)
                  3. Dirk van Egmond van de Nijenburg (1696–1740), Schepen und Ratsherr von Alkmaar

                5. Diederik van Egmond van de Nijenburg (1654–1690), Kapitän
                6. Johanna van Egmond van de Nijenburg

          2. Cornelis van Egmond van de Nijenburg

      11. Geertruyd Jansdr (* 1497)
      12. Jeronimus Jansz (1498–1549), Priester
      13. Clara Jansdr (1499–1545)
      14. Anna Jansdr (1501–1520)
      15. Catharina Jansdr (* 1502)
      16. Eva Jansdr (1505–1533)
      17. Nicolaas Jansz (* 1507; jung verstorben)

    2. unbekannt, Priester von Hillegom